# Alexandre Georgievich, 7.º Duque de Leuchtenberg
Alexandre Georgievich, 7.º duque de Leuchtenberg (13 de novembro de 1881 – 26 de setembro de 1942) foi filho de Jorge Maximilianovich, 6.º Duque de Leuchtenberg com sua primeira esposa, a duquesa Teresa Petrovna de Oldemburgo.